# Montana Jordan
Montana Jordan, född 8 mars 2003 i Texas, är en amerikansk skådespelare.
Jordan har bland annat medverkat i filmen The Legacy of a Whitetail Deer Hunter från 2018. Han har även medverkat i TV-serien Young Sheldon (2017–2023) där han spelade en av huvudrollerna.  

## Filmografi (i urval)
- 2017–2023: Young Sheldon
- 2018: The Legacy of a Whitetail Deer Hunter